# Guy Blaise
Pour les articles homonymes, voir Blaise.
Guy Blaise, est un footballeur international luxembourgeois, né le 12 décembre 1980 à Aubange en Belgique. Il évoluait au Royal Excelsior Virton au poste de défenseur, il est resté fidèle au club après sa carrière en devenant directeur sportif.